# Erebor
Samotna gora (po prevodu Branka Gradišnika; v izvirniku angleško The Lonely Mountain) ali sindarinsko Erebor je gora v Tolkienovi mitologiji, kjer so dolgo časa živeli škratje Durinovega klana, dokler jih ni pregnal zmaj Smaug, ki se je polastil njihovega bogastva. V gori izvira reka Celduin (v prevodu B. Gradišnika Tok). Ob južnem vznožju stoji človeška naselbina Dale, preko katere so škratje trgovali z zunanjim svetom.
Erebor je cilj protagonistov v Tolkienovem romanu Hobit in kraj, kjer zgodba doseže vrhunec. V filmski trilogiji Hobit režiserja Petra Jacksona so prizore snemali na gori Ruapehu na Novi Zelandiji.